# فريدريك هدسون
فريدريك هدسون (22 نوفمبر 1878 في المملكة المتحدة - 7 أكتوبر 1966) (بالإنجليزية: Frederick Hudson)‏ هو لاعب كريكت بريطاني وبريطاني (وحمل سابقاً جنسية المملكة المتحدة لبريطانيا العظمى وأيرلندا). لعب مع نادي مقاطعة ليسترشاير للكريكت ‏.

## وصلات خارجية
- فريدريك هدسون على موقع إي آس بي آن كريك إنفو (الإنجليزية)